# Mimoprosoplus convexus
Mimoprosoplus convexus är en skalbaggsart som beskrevs av Stefan von Breuning 1970. Mimoprosoplus convexus ingår i släktet Mimoprosoplus och familjen långhorningar. Inga underarter finns listade i Catalogue of Life.